# Saint-Barthélemy-d'Anjou
Saint-Barthélemy-d'Anjou és un municipi francès situat al departament de Maine i Loira i a la regió de País del Loira. L'any 2007 tenia 9.003 habitants.

## Demografia

### Població
El 2007 la població de fet de Saint-Barthélemy-d'Anjou era de 9.003 persones. Hi havia 3.629 famílies de les quals 1.039 eren unipersonals (401 homes vivint sols i 638 dones vivint soles), 1.256 parelles sense fills, 1.056 parelles amb fills i 278 famílies monoparentals amb fills.
La població ha evolucionat segons el següent gràfic:
Habitants censats

### Habitatges
El 2007 hi havia 3.790 habitatges, 3.690 eren l'habitatge principal de la família, 12 eren segones residències i 88 estaven desocupats. 2.454 eren cases i 1.331 eren apartaments. Dels 3.690 habitatges principals, 2.046 estaven ocupats pels seus propietaris, 1.576 estaven llogats i ocupats pels llogaters i 69 estaven cedits a títol gratuït; 63 tenien una cambra, 275 en tenien dues, 632 en tenien tres, 935 en tenien quatre i 1.784 en tenien cinc o més. 2.683 habitatges disposaven pel capbaix d'una plaça de pàrquing. A 1.822 habitatges hi havia un automòbil i a 1.469 n'hi havia dos o més.

### Piràmide de població
La piràmide de població per edats i sexe el 2009 era:
| Homes | Edats   | Dones |
| ----- | ------- | ----- |
| 0     | 95 o +  | 8     |
| 12    | 90 a 94 | 52    |
| 24    | 85 a 89 | 44    |
| 44    | 80 a 84 | 40    |
| 68    | 75 a 79 | 144   |
| 124   | 70 a 74 | 192   |
| 172   | 65 a 69 | 188   |
| 228   | 60 a 64 | 216   |
| 264   | 55 a 59 | 288   |
| 416   | 50 a 54 | 408   |
| 352   | 45 a 49 | 404   |
| 396   | 40 a 44 | 380   |
| 340   | 35 a 39 | 344   |
| 284   | 30 a 34 | 372   |
| 308   | 25 a 29 | 316   |
| 356   | 20 a 24 | 336   |
| 392   | 15 a 19 | 476   |
| 392   | 10 a 14 | 388   |
| 332   | 5 a 9   | 240   |
| 276   | 0 a 4   | 244   |

## Economia
El 2007 la població en edat de treballar era de 5.868 persones, 3.964 eren actives i 1.904 eren inactives. De les 3.964 persones actives 3.531 estaven ocupades (1.795 homes i 1.736 dones) i 432 estaven aturades (209 homes i 223 dones). De les 1.904 persones inactives 859 estaven jubilades, 678 estaven estudiant i 367 estaven classificades com a «altres inactius».

### Ingressos
El 2009 a Saint-Barthélemy-d'Anjou hi havia 3.615 unitats fiscals que integraven 8.718 persones, la mediana anual d'ingressos fiscals per persona era de 18.644 €.

### Activitats econòmiques
Dels 555 establiments que hi havia el 2007, 6 eren d'empreses extractives, 7 d'empreses alimentàries, 9 d'empreses de fabricació de material elèctric, 4 d'empreses de fabricació d'elements pel transport, 33 d'empreses de fabricació d'altres productes industrials, 62 d'empreses de construcció, 146 d'empreses de comerç i reparació d'automòbils, 25 d'empreses de transport, 21 d'empreses d'hostatgeria i restauració, 12 d'empreses d'informació i comunicació, 35 d'empreses financeres, 28 d'empreses immobiliàries, 87 d'empreses de serveis, 45 d'entitats de l'administració pública i 35 d'empreses classificades com a «altres activitats de serveis».
Dels 112 establiments de servei als particulars que hi havia el 2009, 1 era una oficina de correu, 7 oficines bancàries, 1 funerària, 13 tallers de reparació d'automòbils i de material agrícola, 2 tallers d'inspecció tècnica de vehicles, 2 autoescoles, 6 paletes, 11 guixaires pintors, 12 fusteries, 13 lampisteries, 6 electricistes, 3 empreses de construcció, 9 perruqueries, 4 veterinaris, 1 agència de treball temporal, 9 restaurants, 5 agències immobiliàries, 2 tintoreries i 5 salons de bellesa.
Dels 34 establiments comercials que hi havia el 2009, 3 eren supermercats, 2 grans superfícies de material de bricolatge, 1 una botiga de més de 120 m², 3 fleques, 1 una carnisseria, 3 llibreries, 3 botigues d'equipament de la llar, 1 una sabateria, 3 botigues d'electrodomèstics, 3 botigues de mobles, 1 una botiga de material esportiu, 4 botigues de material de revestiment de parets i terra, 1 un drogueria, 1 una perfumeria, 1 una joieria i 3 floristeries.
L'any 2000 a Saint-Barthélemy-d'Anjou hi havia 19 explotacions agrícoles que ocupaven un total de 564 hectàrees.

## Equipaments sanitaris i escolars
El 2009 hi havia 1 hospital de tractaments de mitja durada (seguiment i rehabilitació), 1 un hospital de tractaments de llarga durada i 4 farmàcies.
El 2009 hi havia 3 escoles maternals i 5 escoles elementals. Saint-Barthélemy-d'Anjou disposava d'un col·legi d'educació secundària amb 705 alumnes.
Saint-Barthélemy-d'Anjou disposava de 2 centres de formació no universitària superior, des quals1 era de formació tècnica i 1 d'altra formació. Disposava d'una escola d'enginyers.

## Poblacions més properes
El següent diagrama mostra les poblacions més properes.